# Umbilicariales
Die Umbilicariales sind eine kleine Ordnung der Schlauchpilze (Ascomycota), deren Arten Flechten bilden.

## Merkmale
Die Umbilicariaceae bilden Flechten mit der chlorococcalen Grünalgen-(Chlorophyceae)-Gattung Trebouxia, als sekundäre Phytobionten treten auch die Cyanobakterien Stigonema und Scytonema auf.
Die Fruchtkörper sitzen auf dem Flechtenthallus, seltener sind sie eingesenkt oder gestielt. Meist sind sie schwarz, unregelmäßig scheibenförmig. Das Excipulum ist pigmentiert. Das Hymenium ist amyloid. Die Paraphysen sind einfach oder leicht verzweigt, an der Spitze sind sie verdickt. Die Asci sind unitunicat und bilden ein bis acht Sporen. Die Ascosporen sind durchscheinend (hyalin) oder braun, nicht septiert oder muriform (mehrzellig mit Quer- und Längswänden).

## Systematik
Die Umbilicariales werden anfangs keiner Unterklasse der Lecanoromycetes zugerechnet. Nach phylogenetischen Studien stehen sie den Lecanoromycetidae recht nahe. 2013 stellten Mika Bendiksby, Geir Hestmark und Einar Timdal die eigene Unterklasse Umbilicariomycetidae innerhalb der Lecanoromycetes auf. Zu den Umbilicariales sind demnach folgende Familien zu zählen mit den Gattungen nach Eriksson:
Die ersten drei Familien führt Eriksson als Lecanoromycetidae incertae sedis.
- Umbilicariaceae mit zwei Gattungen
  - Lasallia
  - Umbilicaria, unter anderem mit:
    - Umbilicaria cylindrica
    - Iwatake (Umbilicaria esculenta)

- Elixiaceae mit einziger Gattung
  - Elixia
- Fuscideaceae mit sieben Gattungen

- Ophioparmaceae mit einziger Gattung
  - Ophioparma, wird bei Eriksson zu den Lecanorales gestellt.